# Daré Nibombé
Daré Nibombé (n. 16 iunie 1980, Lomé, Togo) este un fotbalist togolez retras din activitate.
Nibombé și-a început cariera de fotbalist în Togo. În 1999, el a fost transferat la ASKO Kara, cea mai importantă echipă din Togo. După 2 ani, el a fost transferat la echipa ganeză Liberty Professionals F.C. dar nu s-a adaptat și s-a întors înapoi la AS Douanes în Togo.
În 2003, el a fost transferat în Europa la echipa belgiană R.A.E.C. Mons și din ianuarie 2009 a jucat pentru echipa FC Timișoara.

## Cariera Internațională
El este un membru al echipei naționale de fotbal togoleze, și a fost convocat la Campionatul Mondial de Fotbal 2006.